# Jean Meneses
Jean David Meneses Villarroel (* 16. März 1993 in Quillota) ist ein chilenischer Fußballspieler, der seit 2022 beim brasilianischen Erstligisten CR Vasco da Gama unter Vertrag steht. Der linke Flügelspieler ist seit September 2019 chilenischer Nationalspieler.

## Karriere

### Verein
Jean Meneses wurde im mittelchilenischen Quillota geboren und entstammt der Jugendabteilung des lokalen Vereins CD San Luis de Quillota. Zum Spieljahr 2012 wurde er in die erste Mannschaft des Zweitligisten befördert. Am 12. Februar 2012 (2. Spieltag) debütierte er bei der 1:2-Auswärtsniederlage gegen Coquimbo Unido, als er in der 84. Spielminute für Bibencio Servín eingewechselt wurde. Er kam in den nächsten Monaten sporadisch zum Einsatz. In der Saison 2013/14 drang er in die Startformation vor. Am 19. März 2014 (4. Spieltag) erzielte er beim 4:4-Unentschieden gegen den CD Magallanes sein erstes Ligator für die Canarios. Er erzielte in dieser Spielzeit in 41 Ligaeinsätzen vier Tore. In der nächsten Saison 2014/15 konnte er seine Torquote mit acht Treffern in 32 Ligaeinsätzen verbessern und stieg mit dem Verein als Zweitligameister in die höchste chilenische Spielklasse auf. Auch dort behielt er in der nächsten Spielzeit 2015/16 seinen Stammplatz inne.
Zum Jahreswechsel schloss sich Meneses dem Ligakonkurrenten CD Universidad de Concepción an. Für seinen neuen Verein debütierte er am 16. Januar 2016 (1. Spieltag der Clausura) bei der 0:3-Auswärtsniederlage gegen den CD Huachipato. Er etablierte sich rasch als Stammspieler und erzielte am 6. Februar (4. Spieltag der Clausura) bei der 2:4-Heimniederlage gegen den CD Universidad Católica sein erstes Ligator. In dieser Spielzeit absolvierte er für beide Vereine insgesamt 19 Ligaspiele, in denen ihm vier Tore gelangen. In der folgenden Saison 2016/17 bestritt er 28 Ligaspiele, in denen er sechs Treffer erzielte. In der Transición 2017 – die Übergangssaison aufgrund des Wechsels zur Jahressaison – traf er in 15 Spielen drei Mal.
Der endgültige Durchbruch gelang ihm aber erst im Spieljahr 2018. Nach einem durchwachsenen Start für ihn und seinen Verein trug Meneses mit einer groben Unsportlichkeit seiner Mannschaft im Heimspiel gegen den Rivalen CSD Colo-Colo am 18. März 2018 (6. Spieltag) den zweiten Saisonsieg ermöglichte. Er holte kurz vor dem Ende des Spiels mit einer vom Schiedsrichter unentdeckten Schwalbe einen Strafstoß für seine Mannschaft heraus, welcher zum 2:1-Endstand verwertet wurde. Von der Disziplinarkammer der ANFP wurde er daraufhin für zwei Ligaspiele gesperrt. Nach dieser Sperre erzielte er in den nächsten sieben Ligaspielen sechs Tore, bereitete zwei weitere Treffer vor, womit er wesentlich zur zwischenzeitlichen Tabellenführung der Mannschaft beitrug. Bis zu seinem Wechsel im August 2018 stand er nach 15 Ligaspielen bei sieben Toren und drei Vorlagen.
Am 1. August 2018 wechselte Jean Meneses auf Leihbasis für die gesamte Saison 2018/19 zum mexikanischen Erstligisten Club León. Am 23. August 2018 (6. Spieltag der Apertura) debütierte er beim 2:0-Heimsieg gegen den Club América für seinen neuen Verein, als er in der 70. Spielminute für Yairo Moreno eingewechselt wurde. Der Flügelspieler entwickelte sich unter Cheftrainer Ignacio Ambríz rasch zum Stammspieler. Am 3. Februar 2019 (5. Spieltag der Clausura) erzielte er beim 2:0-Heimsieg gegen den CD Cruz Azul sein erstes Ligator für die Panzas Verdes. Mit dem Verein erreichte er das Endspiel der Liguillas der Clausura 2019, wo man aber an den UANL Tigres scheiterte. Insgesamt absolvierte er in dieser Spielzeit 28 Ligaspiele, in denen ihm vier Tore und fünf Vorlagen gelangen.
Zum 1. Juli 2019 verpflichtete der Club León den Chilenen und stattete ihn mit einem Zweijahresvertrag aus. In der Saison 2019/20 war er unumstrittener Stammspieler und wurde dabei auch vereinzelt im zentralen Mittelfeld eingesetzt. Am 23. Februar 2020 (7. Spieltag) erzielte er beim 2:1-Heimsieg gegen den Club Necaxa erstmals einen Doppelpack. Aufgrund der verkürzten Spielzeit – die Ligameisterschaft endete aufgrund der COVID-19-Pandemie bereits im März 2020 – absolvierte er in dieser Spielzeit nur 20 Ligaspiele, in denen ihm sieben Tore und drei Vorlagen gelangen. Im August 2024 wechselte Meneses zum brasilianischen Klub CR Vasco da Gama.

### Nationalmannschaft
Am 11. September 2019 debütierte Jean Meneses bei einer 1:2-Testspielniederlage gegen Honduras für die chilenischer Nationalmannschaft. Beim 3:2-Sieg gegen Guinea rund einen Monat später konnte er in seinem zweiten Länderspiel erstmals treffen. Für Chile stand Meneses im Kader der Copa América 2021. Hier bestritt er fünf Spiele (kein Tor).

## Erfolge
San Luis de Quillota
- Aufstieg in die Primera División: 2014/15

 Club León
- Mexikanischer Meister: 2020/21-A